# 圣母暨英格兰殉道圣人堂
圣母暨英格兰殉道圣人堂（The Church of Our Lady of the Assumption and the English Martyrs，简称OLEM）是一座罗马天主教大型教堂，哥特复兴式样，位于英格兰剑桥市区东南部希尔路（Hill Road）与伦斯菲尔路（Lensfield Road）交界。教堂建于1885年到1890年。

## 历史
1841年，英国宗教改革后首座罗马天主教教堂圣安德鲁斯堂（St. Andrews Catholic Church）在剑桥落成，该教堂日后被拆除并迁移至剑桥的圣艾夫斯（St. Ives）。1865年，教区牧师卡农·托马斯·昆里凡（Canon Thomas Quinlivan）购入新的地皮。但囿于资金问题，教堂的建设始终未能成行。1879年，第十五代诺福克公爵亨利·菲茨艾伦-霍华德帮助教会购入了整块伦斯菲尔德（Lensfield）地区的土地。然而，继任的牧师克里斯托弗·斯各特（Christopher Scott）需要筹集更多款项以建设教堂。1884年的圣母升天日，退役芭蕾舞演员、斯蒂芬斯·里昂-斯蒂芬斯（Stephens Lyne-Stephens）的遗孀——约兰德·里昂-斯蒂芬斯（Yolande Lyne-Stephens），向教会提供了7万英镑（折合2015年市值660万英镑）的建设经费。约兰德在当年被认为是英国贵族阶层外最富有的人。

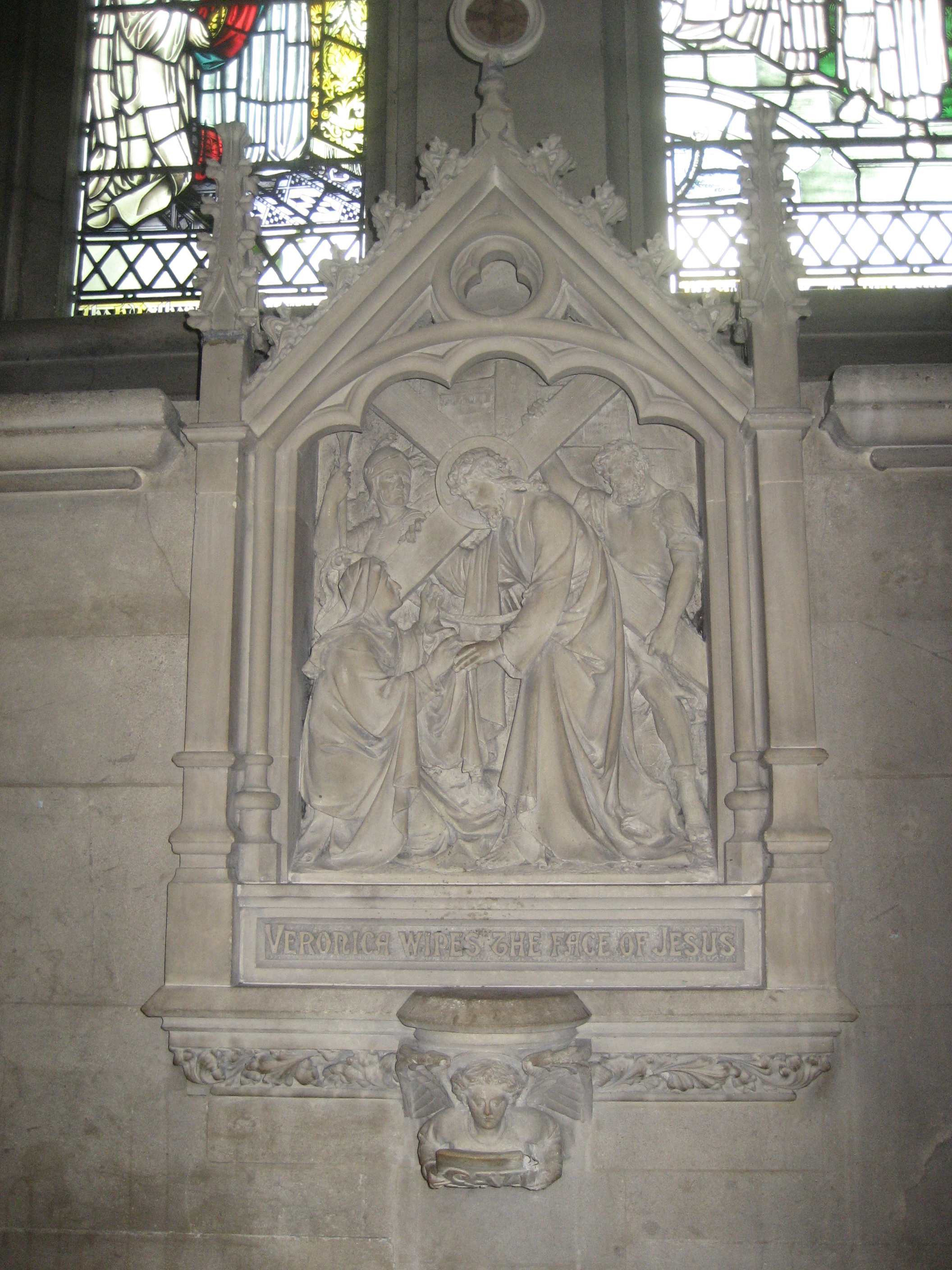
教堂内苦路旁的雕塑

教堂的构造源于建筑师阿奇博尔德·邓恩（Archibald Matthias Dunn）的设计。1885年，教堂破土动工。1887年6月，奠基石被正式安放在教堂的地基上。当时，公开建设一座如此庞大规模的天主教堂，加之祭祀其中的40位英格兰与威尔士的天主教烈士，引起了当地国教教徒和剑桥大学师生的争议。尽管如此，教堂仍在1890年10月8日完工并祝圣。英格兰与威尔士的所有主教（除枢机主教曼宁与主教沃恩之外）均参与了圣母堂的首次弥撒。
教堂的落成促成了教区内天主教徒数量的激增。这一变化部分归功于时任牧师罗伯特·本森（Robert Benson）的名声，以及教区牧师斯各特的努力。圣母堂于1921年主办了圣经会议（Bible Congress），圣经会议是宗教改革后剑桥最大规模的一次天主教徒集会。1922年至1946年间，教堂被用作剑桥大学天主教研究的暑期学校。
1941年的空袭中，一枚小型炸弹击中了教堂的圣器室，在屋顶炸开了一个直径6英尺的洞。爆炸震碎了教堂内几乎全部的窗户，并破坏了放置管风琴的走廊。修复工作耗费了3万5000英镑（折合2015年市值140万英镑）。

## 建筑
圣母堂是英国最宏大的天主教教堂之一。教堂的风格为哥特复兴式，并遵循传统的十字架形的布局。教堂的东南端是一个多边形的后殿，中部耸立着一座四边形的塔楼。教堂东北面的尖塔则高达65米（214英尺），数英里外均可看见该塔。教堂的地基由卡斯特顿石构成，墙基由安卡斯特石构筑，外立面剩余部分均由库姆顿石组成。教堂内部则主要采用了巴斯石、普利茅斯大理石和纽比金石。
教堂的彩色玻璃描绘了诸多主题。其中包括剑桥各学院的落成场面，以及天主教烈士的生活场景，其中关乎约翰·费舍（John Fisher）的描述尤甚。
由于受到第二次梵蒂冈会议（1962-1965年）对礼拜仪式的规定，杰拉德·戈伦（Gerard Goalen）重新设计并建造了教堂的祭坛。1973年4月7日，北安普顿主教查尔斯·格兰特（Charles Grant）为重修的祭坛祝圣，现时所能见到的祭坛即是重修后的样貌。原先的祭坛则被预留为圣餐场所。

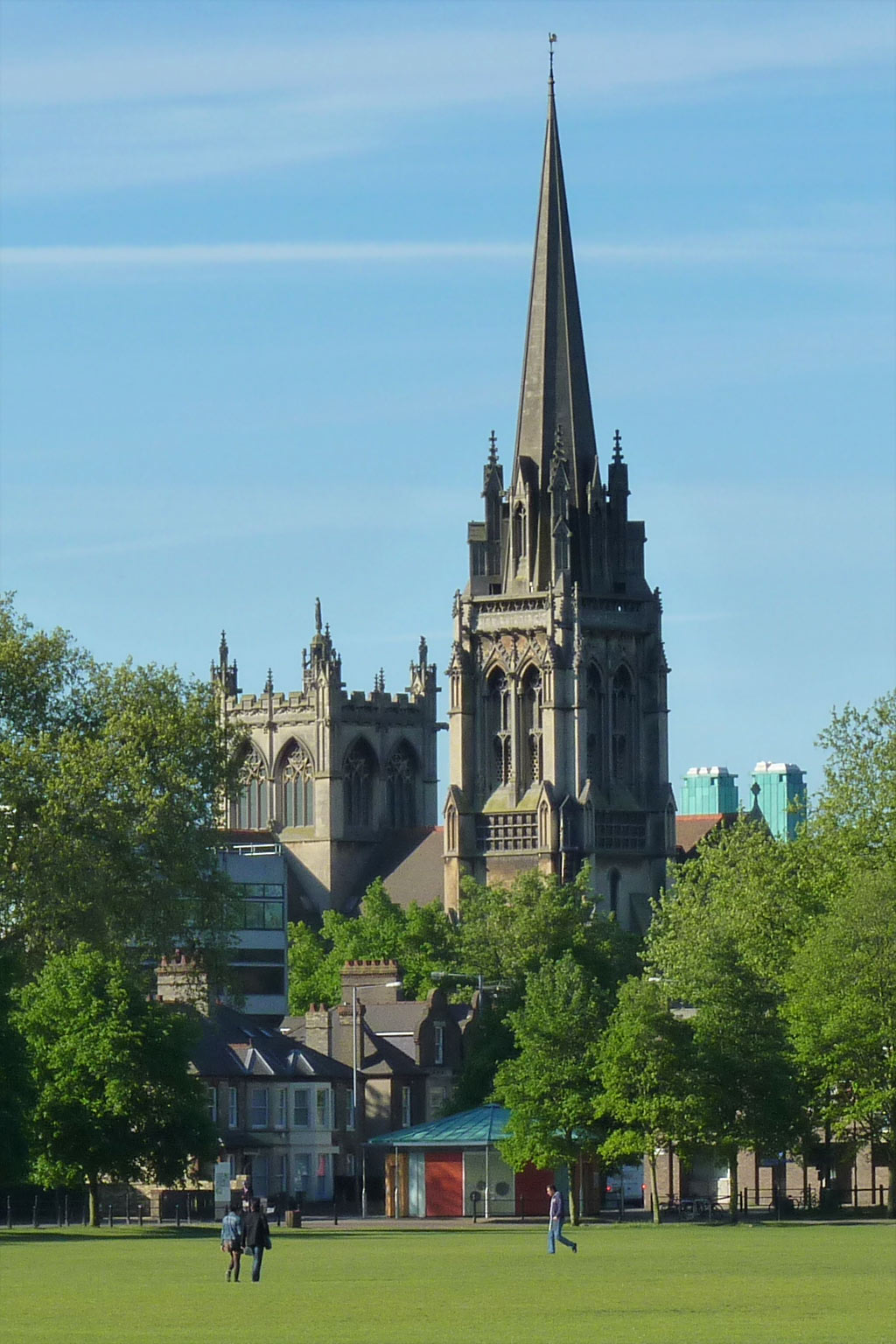
远观圣母堂

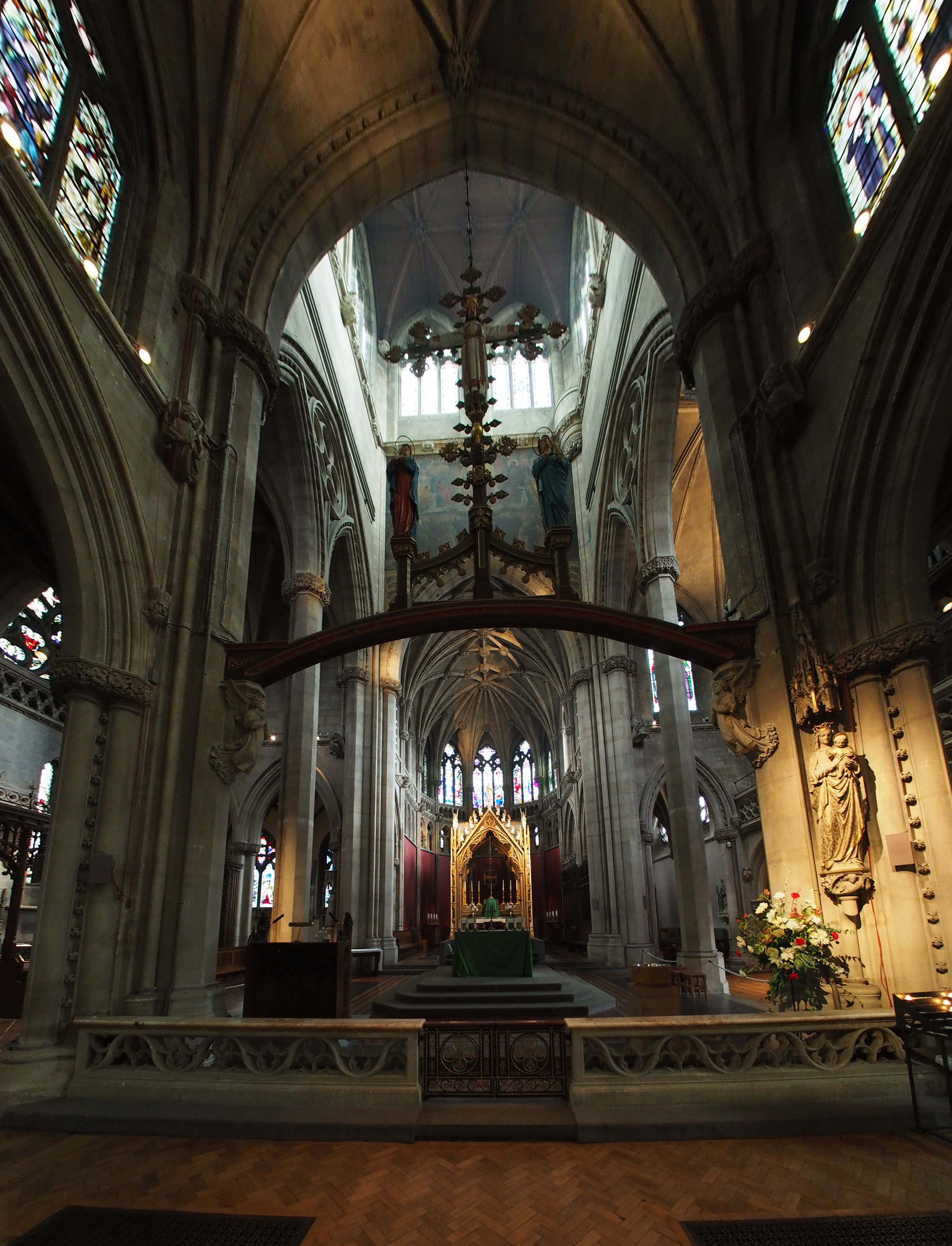
圣母堂的高坛

圣母堂是英国二级保护建筑。

## 外部連結
- 官方網站 （页面存档备份，存于）